# Nicolae Șerban
Nicolae Șerban (n. 1865, Voila, Comitatul Făgăraș, Regatul Ungariei – d. 1932, Făgăraș, Regatul României) a fost un deputat în Marea Adunare Națională de la Alba Iulia, organismul legislativ reprezentativ al „tuturor românilor din Transilvania, Banat și Țara Ungurească”, cel care a adoptat hotărârea privind Unirea Transilvaniei cu România, la 1 decembrie 1918.:p. 77

## Biografie
Nicolae Șerban a fost editor și redactor al ziarului Țara Oltului.:p. 144

## Activitatea politică

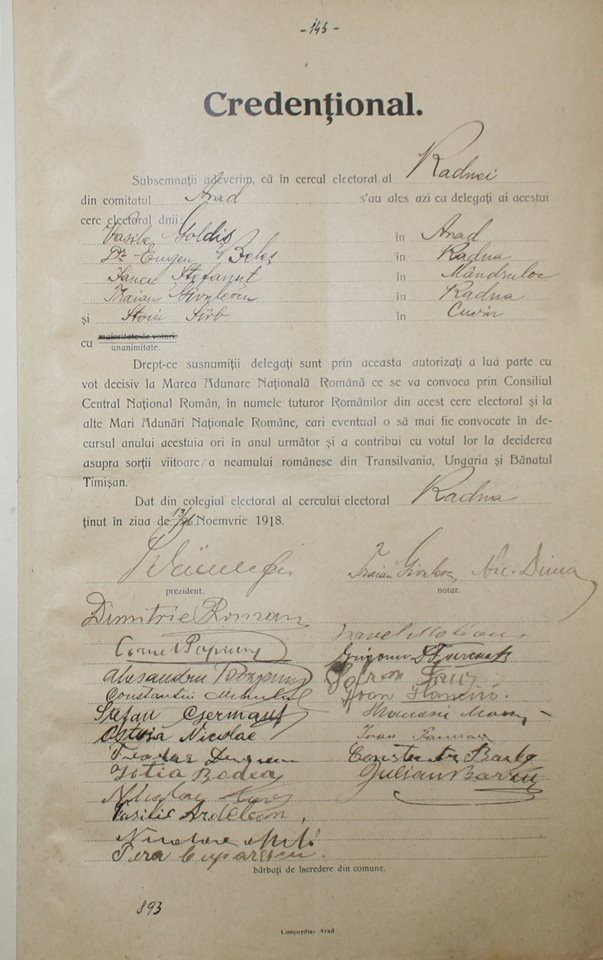
Credențional

În Adunarea Națională din 1 decembrie 1918, Nicolae Șerban a reprezentat ca delegat ales al cercului electoral Făgăraș.
Înainte de 1918 a fost deputat pe lista guvernamentală în Dieta din Budapesta (1897-1905). Ulterior este și deputat pe lista P.N.R. din Transilvania și membru în congregația Comitatului Făgăraș.:p. 144